# Višeljublje
Višeljublje ili poliamorija (od starogrčke riječi πολύ, poli za "više" i latinske riječi amor za "ljubav") naziv je za održavanje intimnih odnosa − romantične i/ili seksualne prirode − s više od jedne osobe, a uz znanje i pristanak svih partnera. Poliamorija se razlikuje od poligamije u tome što odnos s trećim partnerima ne uključuje ili ne mora uključivati brak. 
Osobe koje sebe smatraju da su višeljubci obično odbacuju pogled da su snošaj i relacijska isključivost osnovne za ljubav između dvije osobe koja ima odlike da je: duboka, odana i dugoročna. Snošaj nije osnovno žarište višeljubnog odnosa, i obično privlači ljude koji traže dugoročne odnose s više od jedne osobe na principima uzajamnog razumijevanja. Kod višeljublja snošaj je samo jedan dio odnosa između dvije osobe koje može ali ne mora se održavati. Višeljubni odnosi su jako različiti od slučaja do slučaja, te ne postoji neka ustaljena praksa za one koji ulaze u takve međusobne odnose. Za mnoge višeljublje se treba idealno zasnivati na sljedećim vrijednostima: osobnih i kulturnih vrijednosti, povjerenju, pregovaranju, održavanju privatnosti i osobnih granica, prevladavanju ljubomore, posesivnosti i odbacivanje ograničavajućih društveno/kulturnih granica. Snažne intimne veze se mogu razviti između tri i više osoba, koje mogu ali ne moraju trajati do njihove smrti i ovakav pristup intimnom životu zahtjeva savitljivost u odnosu što se nalazi unutar veze a što ne, i ovo što se nalazi u odnosu a što ne je neprekidno u razvoju. Za razliku od varanja ili preljuba, višeljublje zagovara ideju da se između stranaka u odnosu mora zalagati za otvorenosti, dobru volju, istinoljubivost u priopćavanju i etičko ponašanje.

## Vrste višeljublja
- Viševjernost je praksa gdje postoji više romantičnih veza, ali snošaj je isključivo između određenih stranka unutar zatvorene grupe.
- Sub-odnos – gdje postoji razlika između osnovog odnosa, i pod odnosa odnosno sub-odnosa.
- Lov na jednorožicu – seksualna ili ljubavna veza između heteroseksualnog para i biseksualne djevojke
- Trokut, odnosno triad – romantični odnos između tri osobe, gdje dvije osobe dijele jednu osobu, ili je svatko u odnosu sa svakim unutar trokuta.
- Četverokut – romatični odnos između dva para
- Mono/više – gdje jedna osoba koja ostaje monogamna daje dozvolu drugoj osobi da ima vezu van njihovog intimnog odnosa
- Otvoreni brak, gdje osoba imaju isključivu emotivnu vezu samo s jednom osobom, dok je snošaj moguć izvan glavne veze
- Mreža međusobno spojenih odnosa
- Geometrijski aranžmani – srazni spojevi sub-osnosa, trokuta i četverokuta
- Swingerstvo – ova praksa nije prihvaćena od osoba koje su u višeljubnim vezama. No nekada se događa da osobe koje često imaju snošaj razviju emotivne veze koje kasnije prerastaju u višeljubnu vezu